# 塞德里纳
塞德里纳（義大利語：Sedrina），是意大利贝加莫省的一个市镇。总面积5.98平方公里，人口2535人，人口密度423.9人/平方公里（2009年）。国家统计（ISTAT）代码为016196。